# Кутырган (приток Чилика)
Кутырга́н, Кутурга или Котырган (каз. Құтырған) — река в Казахстане, течёт по территории Кегенского района на юго-востоке Алматинской области. Правый приток среднего течения Чилика.
Длина реки составляет 20 км или, согласно другим данным, 22 км. Площадь водосборного бассейна — 116 км².
Кутырган вытекает из озера около перевала Кутурга на хребте Кунгей-Алатау. В основном течёт на север и северо-северо-восток. Впадает в Чилик по правому берегу в 145 км от его устья, к северо-западу от одноимённой вершины.